# Romulea congoensis
Romulea congoensis är en irisväxtart som beskrevs av Augusto Béguinot. Romulea congoensis ingår i släktet Romulea och familjen irisväxter. Inga underarter finns listade i Catalogue of Life.